# 阿貴的家族
『阿貴的家族』（アークエ・ファミリー、台: 阿貴、英: A-kuei）は、インターネット上で公開された台湾発のFlashアニメ作品。

## 概要
独特の、シュールでちょっと下品な笑いを提供するのが特徴。不条理ギャグ的な面も強く見られる。
日本においては2度テレビアニメが放送されている。

### 阿貴的家族
1作目はフジテレビで2001年10月9日から2002年9月17日まで放送された『阿貴的家族 アークエ・ファミリー全員集合!!』（アークエ・ファミリーぜんいんしゅうごう）と、2002年10月8日から2003年3月18日まで放送された第2期の『超阿貴的家族 爆笑一家再襲来!』（スーパーアークエ・ファミリー ばくしょういっかさいしゅうらい）。台湾のスプリングハウスで制作された作品を日本版独自のジョークなどを盛り込ませながら吹き替えしたものである。

### アークエとガッチンポー
2作目は『アークエとガッチンポー』と題したもので、テレビ東京の土曜朝7時で2004年10月2日から同年12月25日まで放送され、続けて第2期の『アークエとガッチンポー てんこもり』がテレビ東京系の金曜夕方18時で2005年1月7日から同年3月25日まで放送された。阿貴的家族とは異なり、アニメーションである画をスプリングハウスが担当し、脚本・演出やアフレコといった画以外の作業は日本（アニプレックス）側によって行われるという日台合作体制での制作が行われた。
『―てんこもり』では、有名声優が演じる単発のゲストキャラクターが毎回登場することが「お約束」となり、アニプレックスの公式サイト内の最新情報ページでの次回放送告知（文章）では「あの○○（アニメのキャラクター名など）で有名な△△さんが登場」との記述とアフレコ時の写真が掲載されている。
『ガッチンポー』放送終了後の2005年ゴールデンウィークには『アークエとガッチンポー THE MOVIE チェルシーの逆襲 / アークエと魔法のハンマー』（アークエとガッチンポー ザ・ムービー チェルシーのぎゃくしゅう アークエとまほうのハンマー）のタイトルでミニシアター映画化されている。
『ガッチンポー』のプロデューサー・鎌形英一は、「植田益朗の『子供達が学校のトイレでうんこができないのはおかしい』という考えから発展してできたアニメ」と語っている（『榎本温子と木谷高明のサタデーナイト・メインイベント』第9回より）。『ガッチンポー』のタイトル（作品名）には「チンポ」が含まれているが、作中での陰茎ネタはほぼ無いに等しく、下品なネタというとうんこやそれに関連するトイレなどのものがほとんどである。
台湾でも『ガッチンポー』の放送予定が2005年以降に立てられていたが、2007年6月に第1話を放送したのみで打ち切りとなり、以後はテレビ放送も行われず放送情報もテレビ局のサイトから削除された状態となっている。

## あらすじ

### 阿貴的家族（フジテレビ版）
台湾の春水村に住む、好奇心旺盛な男の子、アークエ。そんな彼の周りで、無邪気で憎めないキャラクターたちが繰り広げる物語。

### アークエとガッチンポー
東京に住むタケシは、授業中に腹痛に見舞われ、学校のトイレに駆け込む。用を足して水を流すと、なぜか自分も便器の中に吸い込まれてしまう。下水管を抜けた先にあったのは、「アンダーウォーターワールド」と呼ばれる世界で、そこで出会った少女・ジャスミンに、半ば強引に世界平和を守る組織「U.N.C.O.」（ユー・エヌ・シー・オー）のメンバーにされてしまう。台湾のスプリングタウンに住む少年・アークエとともに、スプリングタウンで起こるシュールな地球破壊活動に立ち向かう。果たして悪の組織「PIPS」（パイプス）との戦いの結末はいかに……。

## 登場人物

### U.N.C.O.
アークエ
声 - 芝原チヤコ（日本語版）
主人公。このアニメにおいて、事件の舞台になる「スプリングタウン」に住む少年。「U.N.C.O.」のメンバーの1人で、地球破壊活動が行われると、彼の知らせによってジャスミンとタケシが呼ばれる。
タケシ
声 - 小林ゆう（日本語版）
東京に住む少年。半ば強引にU.N.C.O.のメンバーに引き込まれてからは、スプリングタウンで事件が起こるたびに腹痛に悩まされることになる。
ジャスミン
声 - 新井里美（日本語版）
スプリングタウンを守るU.N.C.O.の中ではリーダー的存在の女性隊員（エージェント）。タケシを無理矢理U.N.C.O.に引き込んだのも彼女。ちょっとわがままなところがある。
プリプリクラゲ
声 - SE→新井里美（日本語版）
謎のクラゲ。アンダーウォーターワールドに生息。U.N.C.O.メンバー1人につき1匹の所持がされており、主に攻撃用に使われる。どうみても「ピンクのうんこ」である。

### アークエの家族
アーティー
声 - 池田千草（日本語版）
アークエの弟。四六時中お漏らしばかりしている。
ママ
声 - 津々見沙月（日本語版）
アークエの母。値引きのためならたとえ相手が何であろうと一歩も退かない。
シュウメイ
声 - 釘宮理恵（日本語版）
アークエの妹。台湾式の陰陽師。何度か家出し、（一方的に）弟子入りしたり、倒そうとしたりと大魔王を振り回している。
アーマ
声 - あきやまるな（日本語版）
アークエの祖母。趣味は多岐に渡り、とても老人とは思えない。
ダートゥー
声 - 坂口候一（日本語版）
アークエのペットの犬。しゃべることができるが、家族の前では隠し通そうとしている。しかし、アークエら子供にはばれてしまっている。

### アークエのクラスメイト及び担任
イエンズ
声 - 園崎未恵（日本語版）
家が財産家で、何かとアークエに絡んでくる少女。ブランドものにはうるさい。
シャオファン
声 - 高乃麗（フジテレビ版）→青山桐子（テレビ東京版）（日本語版）
アークエに恋する少女なのだが、かなりの恥ずかしがり屋で告白できていない。
モンジャン
声 - 神代知衣（日本語版）
天下統一を夢見て剣の修行に勤しんでいる少年。
ジェンパオ
声 - 宮田幸季（フジテレビ版）→阪口大助（テレビ東京版）（日本語版）
モンジャンの手下的存在の少年。
リー先生（リーせんせい）
声 - 松倉佐智子（フジテレビ版）→山崎依里奈（テレビ東京版）（日本語版）
アークエのクラスの担当教師。女性。運命の人を探し続けているが、そのためにとる行動の異常さに誰も近寄ってこない。

### PIPS
首領（しゅりょう）
声 - 喰始（日本語版）
PIPSのトップ。世界征服を目指すも、失敗続きの部下達とこれまた弱い自分自身のためどうにもうまくことが進まない。
チェルシー
声 - インリン・オブ・ジョイトイ（日本語版）
PIPS首領の娘。5歳。

### その他
ぶどうキング
声 - 坂口候一（日本語版）
ブドウのような髪型が特徴のタクシードライバー。何事にかけても運が悪く、常に損な立場に置かれている。
大魔王（だいまおう）
声 - 長島雄一（日本語版）
大魔王ながらも、何の魔王なのか今一分からないよくわからない人物。何かと苦労が耐えず、特にシュウメイには振り回されてばかりである。
シロ / クロ
声 - 園崎未恵（シロ）、神代知衣（クロ）（日本語版）
アーマの魂を奪おうとやってくるも、結局実行に移せていない死神達。
ブン
声 - 坂口候一（日本語版）
アークエのママの親友。オカマ口調である。
先生（せんせい）
声 - 下山吉光（日本語版）
タケシの学校の先生。
ジャスミンのママ
声 - 荒木香恵（日本語版）
ジャスミンの母。声だけでの登場。

### ゲストキャラクター
シャオラン
声 - 川田妙子（日本語版）
泣き虫の幽霊。
ギャング兄（ギャングあに）
声 - 梅津秀行（日本語版）
ギャング弟（ギャングおとうと）
声 - 中村大樹（日本語版）

占い師（うらないし）
声 - 宇垣秀成（日本語版）

自転車親分（じてんしゃおやぶん）
声 - くじら（日本語版）

神父（しんぷ）
声 - 緒方賢一（日本語版）

ボットンギドラス
声 - 千葉繁（日本語版）

サンタボス
声 - 神谷明（日本語版）

パイプス派遣の色男（パイプスはけんのいろおとこ）
声 - 津久井教生（日本語版）

地球崩壊マン（ちきゅうほうかいマン）
声 - 高山みなみ（日本語版）

ケーキの精（ケーキのせい）
声 - TARAKO（日本語版）

宇宙人（うちゅうじん）
声 - 岩田光央（日本語版）

キャッシュディスペンサー
声 - 佐久間レイ（日本語版）
何かと世話焼きなキャッシュディスペンサー。アークエのママにタジタジ。
ビッグ・ベン / ゲーリー
声 - 成田剣（ビッグ・ベン）、山口勝平（ゲーリー）（日本語版）
U.N.C.O.に所属する音楽プロデュースユニット。その正体はLaugh and Peaceの廣田幸一と景山俊之である。PIPSのテーマソング制作を依頼され協力するもタケシらに見つかってしまう。
アオガエル師匠（アオガエルししょう）
声 - 成田剣（日本語版）
モンジャンの師匠。コーラにはまる。
ジャングル・ジャンボ・プリプリ
声 - 玄田哲章（日本語版）
タケシらが迷い込んだジャングルに住んでいた巨大なプリプリクラゲ。
校舎（こうしゃ）
声 - 八奈見乗児（日本語版）
アークエらが通う学校の校舎。
クリン
声 - 野沢雅子（日本語版）

## 用語
U.N.C.O.（ユー・エヌ・シー・オー）
Underground Network Connecting Organization（地下ネットワーク連絡組織）の略。平和な世界と清潔なトイレを守るべく結成された。歴史は長いが正確な発祥は不明とされる。日夜PIPSと戦っている。
PIPS（パイプス）
悪の組織。世界を支配しようとするが、その方法があまりに幼稚だったり、現実離れしていたりでどうにもうまくいっていない。
アンダーウォーターワールド
世界中のトイレを繋いでいる地球の奥深くにある地下の世界。U.N.C.O.エージェントが多く潜伏している。
ガッチンポー
「友情の合言葉」であるが、それ以外にも様々な使い方をされる。

## スタッフ
フジテレビ版
- エグゼクティブプロデューサー - 張榮貴（ジャン・ルォングェイ）
- Publisher: Mike Chang
- Producer: Mike Chang
- Production supervisor: Leo Lee
- Script writer: Higashi Chen, Jasmine Ou
- Sound Effects: Miluku Fung, Tai Cheng
- Public Relations: Linda Wang, Lisa Chang

日本語版スタッフ
- 編成 - 小中ももこ
- 構成 - 富樫真
- 録音演出 - 西名武
- 翻訳 - 水野衛子、佐野ちなみ
- 音響制作 - HALF H・P STUDIO
- プロデューサー - 植田益朗
- 制作 - アークエ・ジャパン・パートナーシップ、オメガ・ミコット、CX
- 製作・著作 - Spring House Entertainment Inc.

テレビ東京版
- 原作 - Spring House Entertainment Inc.、Teamガッチンポー
- 企画 - 竹内成和、張榮貴（ジャン・ルォングェイ）
- 監督 - 真喜屋力
- チーフライター - 浦沢義雄
- アニメーション・ディレクターチーフ - Thomas Kao
- アニメーション・ディレクター - 陳之任、Jason Chen、Josephine Chen
- フラッシュアニメーションディレクター - Summer、Tao jean
- プロダクションコーディネート - 工藤郁子、李西媛（リー・シーユェン）
- 音響監督 - 小林克良
- 選曲・効果 - 譲矢健志
- 音響制作 - HALF H・P STUDIO、トリニティサウンド
- 音楽 - 多田彰文
- ビデオ編集 - HALF H・P STUDIO
- キャスティングマネージャー - 鈴木弘子
- プロデューサー - 東不可止、植田益朗
- アニメーション制作 - スプリングハウス・エンタテインメント、アニプレックス
- 製作 - テレビ東京、アニプレックス、スプリングハウス・エンタテインメント

各話スタッフ
- 脚本 - 浦沢義雄、四辻たかお、剱木久美子、真喜屋力、大和屋暁
- 絵コンテ - 真喜屋力、長岡康史、しぎのあきら、小倉宏文、川瀬敏文、亀垣一、アミノテツロー（第4話）→阿弥音（第24話）、四辻たかお、高柳哲司、大唯男、大森英敏、矢立おわり

## 主題歌
フジテレビ版
なし
テレビ東京版
オープニングテーマ
「ウラ・ガッチンポーのテーマ」
作詞・作曲・歌 - UNCO☆STAR
エンディングテーマ
「快楽天堂〜ハッピー・パラダイス〜」（第1話（2004年10月2日）- 第13話（2004年12月25日））
作詞 - リゥ・シュエハイ / 訳詞 - 片原朋子、Teamガッチンポー / 作曲 - チェン・フーミン / 歌 - Jasmine Ou
「パイパイパイプス バイバイバイ!」（第14話（2005年1月7日）- 第25話（2005年3月25日））
作詞・作曲・歌 - UNCO☆STAR

## サブタイトル
フジテレビ版
テレビ東京版
※テレビ東京版のサブタイトルは「〇〇〇〇!〇〇〇〇ガッチンポー!」
| 話数          | サブタイトル                                                     | 放送日         | 収録DVD&VHS |
| ------------- | ---------------------------------------------------------------- | -------------- | ----------- |
| 1             | プリプリプー!世界を守れトイレへもぐれガッチンポー!               | 2004年10月2日  | 1ガッチン   |
| 1             | ジョボジョボジョボ!ダートゥー洪水ガッチンポー!                   | 2004年10月2日  | 1ガッチン   |
| 2             | キョエッ!ママだ値切りだガッチンポー!                             | 2004年10月9日  | 1ガッチン   |
| 2             | ラブラブラブ!恋するティーチャーガッチンポー!                     | 2004年10月9日  | 1ガッチン   |
| 3             | ヘールププ!エスコートはハイコストガッチンポー!                   | 2004年10月16日 | 2ガッチン   |
| 3             | プラパッパー!暴走して愛ガッチンポー!                             | 2004年10月16日 | 2ガッチン   |
| 4             | ギョギョギョ!ゴーストどーすか?ガッチンポー!                      | 2004年10月23日 | 2ガッチン   |
| 4             | 大混乱!ニセモノクーポンポンポンガッチンポー!                     | 2004年10月23日 | 2ガッチン   |
| 5             | ウッホッホー!無敵老婆アーマだガッチンポー!                       | 2004年10月30日 | 2ガッチン   |
| 5             | 何じゃもんじゃ?モンジャン天下一ガッチンポー!                     | 2004年10月30日 | 2ガッチン   |
| 6             | フマンマンマン!宇宙自慢物語（そらじまんものがたり）ガッチンポー! | 2004年11月6日  | 2ガッチン   |
| 6             | マシンガンガンガン?ギャング・オブ・いい人ガッチンポー!           | 2004年11月6日  | 2ガッチン   |
| 7             | ハフハフハフ!ショーロンポーで笑顔を増やせガッチンポー!           | 2004年11月13日 | 3ガッチン   |
| 7             | キューピットット!頑張れ!Mr.ポストマンガッチンポー!               | 2004年11月13日 | 3ガッチン   |
| 8             | ウララウララウラ!ないでおねしょも止まるガッチンポー!             | 2004年11月20日 | 3ガッチン   |
| 8             | プンプンプーン!プリプリひとり風の中ガッチンポー!                 | 2004年11月20日 | 3ガッチン   |
| 9             | デンジャラジャラス!パイプスアーマにタージタジガッチンポー!       | 2004年11月27日 | 3ガッチン   |
| 9             | ハッピーシュウメイ大魔王につけたいリボンボンボン!ガッチンポー!   | 2004年11月27日 | 3ガッチン   |
| 10            | パイプスホイホイ!ママのテクテクメーロメロガッチンポー!           | 2004年12月4日  | 3ガッチン   |
| 10            | アンアンアンラッキー!とっても悲しいドライバーガッチンポー!       | 2004年12月4日  | 3ガッチン   |
| 11            | コギコギコーギー!あなた何乗る?僕チャーリーガッチンポー!          | 2004年12月11日 | 4ガッチン   |
| 11            | チュールチュルチュル!あなたの魂チュッチュッチュッガッチンポー!   | 2004年12月11日 | 4ガッチン   |
| 12            | オキラク老いらくバババラブラブガッチンポー!                      | 2004年12月18日 | 4ガッチン   |
| 12            | モンモンモンスター!ボットントンと流れ者ガッチンポー!             | 2004年12月18日 | 4ガッチン   |
| 13            | バンバラバンバン!家族戦隊サンタレンジャーじゃガッチンポー!       | 2004年12月25日 | 4ガッチン   |
| 14            | 初夢だ1プリ2プリ3プリプップーガッチンポー!                       | 2005年1月7日   | 1てんこ     |
| 15            | ソワソワワッショイ!やっと来る来るダーリンリンガッチンポー!       | 2005年1月14日  | 1てんこ     |
| 15            | トホトホホッホー!押しかけ弟子入りもうイヤ〜ンガッチンポー!       | 2005年1月14日  | 1てんこ     |
| 16            | ペタペタペッタン!私の写真でメロンメロンガッチンポー!             | 2005年1月21日  | 1てんこ     |
| 16            | ライライライバル襲来!地球崩壊かい?ガッチンポー!                  | 2005年1月21日  | 1てんこ     |
| 17            | カンカンカーン!ゴングを鳴らせ燃えよファミリーガッチンポー!       | 2005年1月28日  | 1てんこ     |
| 17            | スタコラアーティー!ケーキがみんなをペロリンコガッチンポー!       | 2005年1月28日  | 1てんこ     |
| 18            | ウフウフウッフーン!あんたも私に夢中チュッチュガッチンポー!       | 2005年2月4日   | 2てんこ     |
| 19            | キンキラキンキン!恋する瞳はさりげなくってばガッチンポー!         | 2005年2月11日  | 2てんこ     |
| 19            | プッタカプープー!宇宙からきたアルバイトだブーガッチンポー!       | 2005年2月11日  | 2てんこ     |
| 20            | キャッシュキャッシュ!シュッポッポーパンチッチーのガッチンポー!   | 2005年2月18日  | 2てんこ     |
| 20            | 甘酸っパイパイ!失恋パワーで胸イッパイパイガッチンポー!           | 2005年2月18日  | 2てんこ     |
| 21            | ケロっとケロケロ!ポンプでプーイビキでグーガッチンポー!           | 2005年2月25日  | 2てんこ     |
| 21            | ボヨヨンヨンヨン!スターもビックリ大脱走ガッチンポー!             | 2005年2月25日  | 2てんこ     |
| 22            | ドンブラブラドン!家族旅行はドコココ底?ガッチンポー!              | 2005年3月4日   | 3てんこ     |
| 22            | オヨヨンオヨヨ!私の心配イッパイパイガッチンポー!                 | 2005年3月4日   | 3てんこ     |
| 23            | ニックニック!ピクニック校舎が泣いちッチのガッチンポー!           | 2005年3月11日  | 3てんこ     |
| 23            | ルンルンアニマルン!街にあふれた落とし物ガッチンポー!             | 2005年3月11日  | 3てんこ     |
| 24            | ウヒョッヒョ投票!森のリーダー選挙ッキョガッチンポー!             | 2005年3月18日  | 3てんこ     |
| 24            | ドリーミンミン!あんたの夢は何だミンミン?ガッチンポー!            | 2005年3月18日  | 3てんこ     |
| 25 （最終回） | さよならまたね!トイレの中心から叫ぼうガッチンポー!               | 2005年3月25日  | 3てんこ     |

## DVD&VHS
DVD&VHSは、2005年4月27日から7月27日にかけてアニプレックスから発売された。
| 巻数      | 発売日        | 収録話          |
| 第1期     | 第1期         | 第1期           |
| --------- | ------------- | --------------- |
| 1ガッチン | 2005年4月27日 | 第1話 - 第2話   |
| 2ガッチン | 2005年5月25日 | 第3話 - 第6話   |
| 3ガッチン | 2005年5月25日 | 第7話 - 第10話  |
| 4ガッチン | 2005年6月22日 | 第11話 - 第13話 |
| 第2期     |               |                 |
| 1てんこ   | 2005年6月22日 | 第14話 - 第17話 |
| 2てんこ   | 2005年7月27日 | 第18話 - 第21話 |
| 3てんこ   | 2005年7月27日 | 第22話 - 第25話 |

## 備考
- 第1期（フジテレビ版）および第2期（テレビ東京版）で音響制作のHALF H・P STUDIOは主にOLM製作作品への音響制作としては『うさるさん。』に限らず、『ベイブレードバースト』、『BEYBLADE X』まで一時的な音響制作としては参加していない。第2期（テレビ東京版）で音響制作のトリニティサウンドはバンダイナムコピクチャーズ製作作品への音響制作としては『最響カミズモード!』まで一時的な音響制作には関与していなかった。
- 前番組『トランスフォーマー スーパーリンク』終了後に放送された『アークエとガッチンポー てんこもり』新番組予告告知後の12月放映時にトミーの「CHATTA」をTVCMとして放映。また、「今夜公開!! 誰も知らない ドラえもんの秘密スペシャル!」でも「CHATTA」のTVCMを放送していた。